# Integra-Signum

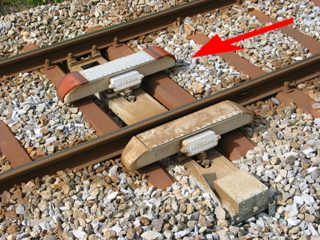
Traťové magnety s vyznačeným směrem jízdy, pro který platí

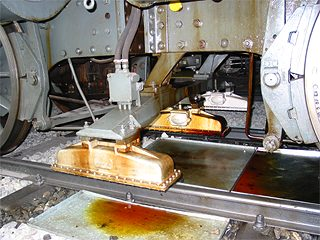
Vozidlové snímače zabezpečovače Signum – lokomotiva SBB Be 6/8^{II} 13254 (krokodýl) - Verkehrshaus Luzern

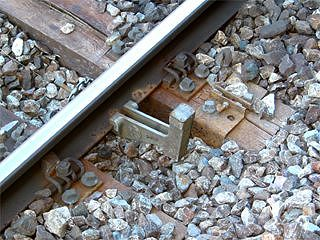
Permanentní magnet ke krytí pracovního místa

Integra-Signum je švýcarský bodový vlakový zabezpečovací systém. Byl zaváděn od roku 1933. Původně se nazýval Signum, později byl název doplněn jménem výrobce – Integra. Systém se vyznačuje jednoduchostí, robustností a velkou spolehlivostí i v zimních podmínkách.

## Princip činnosti
Na spodku vozidla se v malé výšce nad temenem kolejnice nacházejí tři elektromagnety. Jeden v ose koleje a dva po stranách vně kolejnic. Prostřední elektromagnet je buzen proudem z vozidlové baterie, postranní elektromagnety jsou snímací. Používá se vždy levý ve směru jízdy. V koleji jsou umístěny dva magnety, v ose koleje přijímací a vlevo ve směru jízdy, pro který platí příslušné návěstidlo, vysílací. Při průjezdu vozidla vysílací magnet na vozidle vybudí proudový impuls v přijímacím magnetu v koleji, ten se přenese do vysílacího magnetu a následně dojde k vybuzení přijímacího magnetu na vozidle. Pro správnou funkci musí být rychlost vozidla vyšší, než cca 6 km/h.
Zařízení na vozidle kontroluje bdělost strojvedoucího včetně jeho reakce na omezující návěsti návěstidel. Jestliže u předvěsti neobslouží strojvůdce příslušné tlačítko, popřípadě projede hlavní návěstidlo v poloze „stůj“, dojde k přerušení trakčního obvodu a zavedení rychločinného brzdění.
Původně byly magnety v koleji osazeny pouze u předvěstí vjezdových návěstidel. Po neštěstí v roce 1943, ke kterému došlo následkem nerespektování odjezdového návěstidla, byly osazeny magnety i u předvěstí odjezdových návěstidel. V roce 1979 byl po delších výzkumech rozšířen přenos i o návěst „stůj“. Při této příležitosti byla změněna i vozidlová část - vysílací elektromagnet byl nahrazen permanentním magnetem a přijímací cívky byly nahrazeny snímači magnetického pole.
Pokud je návěstidlo v poloze výstraha, tvoří přijímací a vysílací magnet uzavřený obvod. V případě návěsti „stůj“ je vysílací magnet připojen opačně, takže magnetický impuls má opačnou polaritu. Při poloze „volno“ jsou magnety zkratovány. Ke krytí pracovních míst se používá permanentní magnet umístěný vně koleje.
Se vzrůstající rychlostí a intenzitou dopravy vzniknul požadavek na zdokonalení přenosu návěstí a lepšího zabezpečení provozu. Rozšířením funkce tohoto zabezpečovače vznikl systém ZUB 121.